# Gymnadenia archiducis-joannis
Gymnadenia archiducis-joannis (лат.) — вид однодольных растений рода Кокушник (Gymnadenia) семейства Орхидные (Orchidaceae). Под текущим таксономическим именем растение было описано в 1998 году Хервигом Теппнером и Эрихом Кляйном; в некоторых источниках до сих пор используется устаревшее название таксона Nigritella archiducis-joannis.
Видовой эпитет дан в честь эрцгерцога Иоганна Баптиста Австрийского. Немецкое название растения — «Erzherzog-Johann-Kohlröschen».

## Распространение, описание
Ранее обычно считался эндемиком Австрии; распространён на севере этой страны всего в трёх местах: на горе Дахштайн, в горах Зальцкаммергут и на горе Айзенер-Берг. В 2008 году обнаружен также в Национальном парке Триглав (Словения). Общая площадь участков произрастания в Австрии — 28 км². Растёт на известняковом субстрате на высоте 1750—2000 метров.
Клубневой геофит. Соцветие полусферической формы, ярко-розового цвета; губа длиной 7—8 мм. Цветёт в июле и августе. Светолюбиво.

## Замечания по охране
Редкий вид; численность популяций постоянно уменьшается. Вид считается вымирающим («endangered») согласно данным Международного союза охраны природы на 2011 год. Основные угрозы для вида — сбор цветов, проведение развлекательных мероприятий и непродуманное размещение пастбищ на участках произрастания растений. Другой негативный фактор — конкуренция с другими видами растений.

## Синонимика
Синонимичное название-базионим Nigritella archiducis-joannis Teppner & E.Klein было дано при первом описании таксона в 1985 году. Другое синонимичное название — Nigritella rubra archiducis-joannis (Teppner & E.Klein) H.Baumann & R.Lorenz, 2005.